# هشام سفيان صلواتشي
هشام سفيان صلواتشي سياسي جزائري عين عضوا في حكومة بن عبد الرحمان بمنصب وزير الصيد البحري والمنتجات الصيدية بتاريخ 7 جويلية 2021.